# The San Diego Union-Tribune
The San Diego Union-Tribune ist eine städtische Tageszeitung in San Diego, die seit 1868 erscheint.
Ihr Name geht auf eine 1992 erfolgte Fusion der beiden damals größten Tageszeitungen, The San Diego Union und San Diego Evening Tribune, zurück. Der Name änderte sich 2012 in U-T San Diego, wurde aber 2015 wieder in The San Diego Union-Tribune geändert. 2015 wurde sie von Tribune Publishing übernommen. Im Februar 2018 wurde bekannt gegeben, dass sie zusammen mit der Los Angeles Times an Patrick Soon-Shiongs Investmentfirma Nant Capital LLC für 500 Millionen US-Dollar zusätzlich zu 90 Millionen US-Dollar an Pensionsverpflichtungen verkauft werden sollte. Der Verkauf wurde am 18. Juni 2018 abgeschlossen.

## Geschichte

### Vorgängerzeitungen
Die Vorgängerzeitungen der Union-Tribune waren:
- San Diego Herald, gegründet 1851 und am 7. April 1860 eingestellt; John Judson Ames war ihr erster Herausgeber und Eigentümer[6]
- San Diego Sun, gegründet 1861 und 1939 mit der Evening Tribune fusioniert
- San Diego Union, gegründet am 10. Oktober 1868
- San Diego Evening Tribune, gegründet am 2. Dezember 1895

Außerdem kaufte die San Diego Union 1888 die San Diego Daily Bee auf und für eine kurze Zeit hieß die kombinierte Zeitung San Diego Union und Daily Bee.

### Copley Press

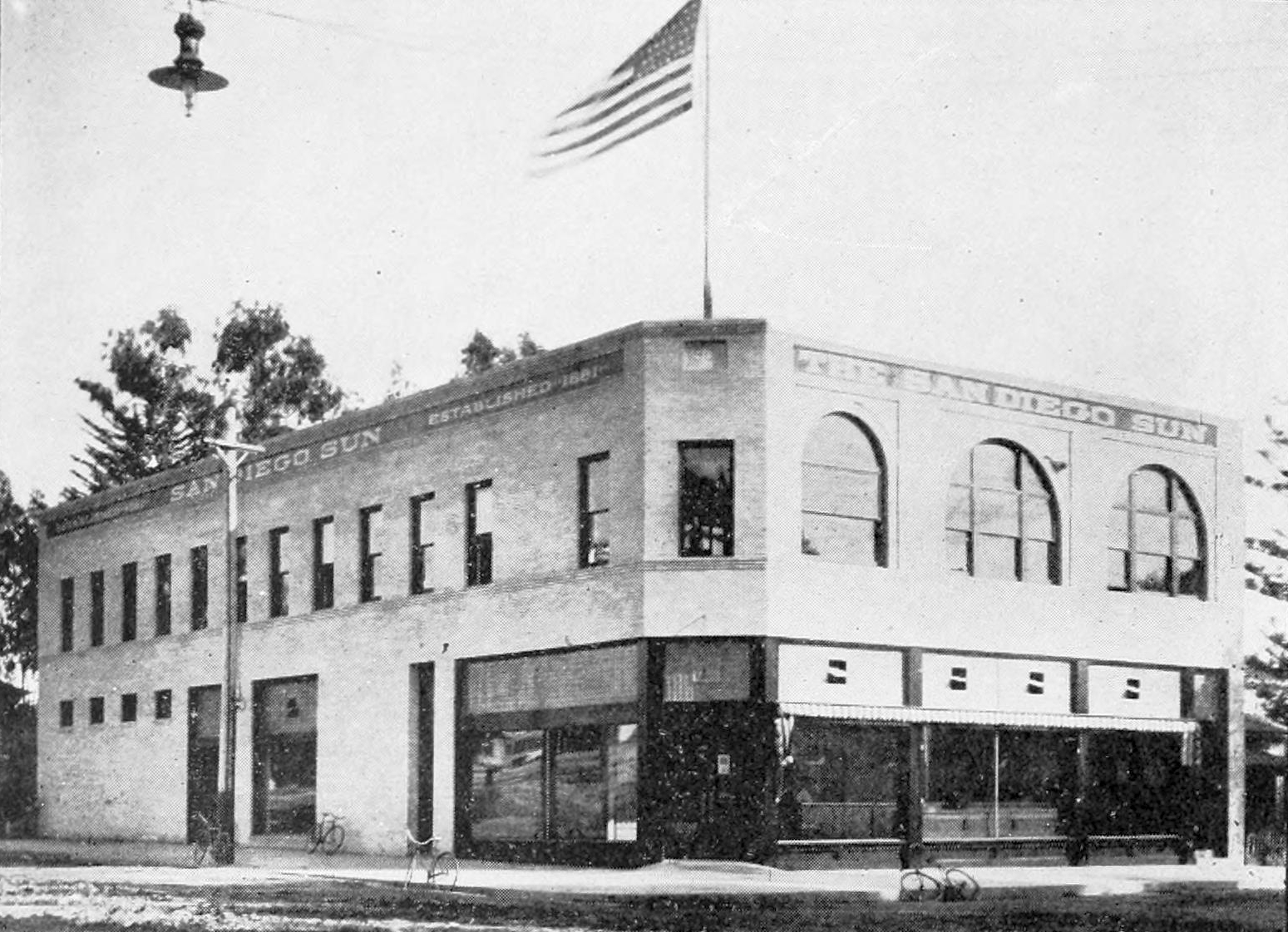
Gebäude der San Diego Sun, 1908

Sowohl die Union als auch die Tribune wurden 1928 von Copley Press übernommen und am 2. Februar 1992 fusioniert. Die fusionierte Zeitung wurde am 18. März 2009 an die private Investmentgruppe Platinum Equity aus Beverly Hills verkauft.

### Platinum Equity
Am 17. August 2010 änderte die Union-Tribune ihr Design, um „Klarheit, Lesbarkeit und Benutzerfreundlichkeit“ zu verbessern. Zu den Änderungen gehörten der Druck auf dünnerem, zu 100 Prozent recyceltem Papier, die Verlegung der Comics auf die Rückseite des Wirtschaftsteils und die Abkürzung des Titels The San Diego Union-Tribune auf der Titelseite zu U-T San Diego. Das Namensschild der U-T wurde von Jim Parkinson entworfen, einem Schriftdesigner, der auch Namensschilder für die Rolling Stones, Esquire und Newsweek entworfen hat.

### MLIM Holdings
Im November 2011 verkaufte Platinum Equity die Zeitung an MLIM Holdings, ein Unternehmen unter der Leitung von Doug Manchester, einem Immobilienentwickler aus San Diego und „ausgesprochenem Befürworter konservativer Anliegen“. Der Kaufpreis lag Berichten zufolge bei über 110 Millionen Dollar. Manchester hat zwei wegweisende Hotels in der Innenstadt gebaut, das „Manchester Grand Hyatt Hotel“ und das „San Diego Marriott Hotel and Marina“. Seiner Gruppe gehört auch das Luxusresort „Grand Del Mar“ in der Stadt.

### U-T San Diego

Logo der Zeitung zwischen 2012 und 2015

Am 3. Januar 2012 gab die Zeitung bekannt, dass sie den Namen U-T San Diego „für alle unsere Medienprodukte und Kommunikationsmittel“ verwenden würde; die Website der Zeitung (früher „SignOn San Diego“ genannt und unter „SignOnSanDiego.com“ verfügbar) würde den Namen „UTSanDiego.com“ verwenden. In der offiziellen Ankündigung wurde die Änderung mit der Absicht begründet, „unsere Print- und Digitalprodukte unter einer einzigen Marke mit einem klaren und einheitlichen Qualitätsanspruch zu vereinen“.
U-T San Diego kaufte die North County Times im September 2012. Am 15. Oktober 2012 stellte die North County Times ihr Erscheinen ein und wurde zur U-T North County Times, einer Ausgabe der U-T mit einigen spezifischen Inhalten von North County. Sechs Monate später wurde der Name U-T North County Times fallen gelassen und die Zeitung wurde eine North County-Ausgabe der U-T.
Im November 2013 kaufte die Zeitung acht weitere lokale Wochenzeitungen (La Jolla Light, Del Mar Times, Rancho Santa Fe Review, Poway News Chieftain, Rancho Bernardo & 4S Ranch News Journal, Solana Beach Sun, Carmel Valley News und Ramona Sentinel) in der Region San Diego, die weiterhin unter ihren eigenen Namen erschienen. 2014 brachte U-T San Diego eine neunte Zeitung heraus, den Encinitas Advocate.
Im Jahr 2012 startete U-T San Diego den Fernseh-Nachrichtensender U-T TV. Der Sender bot Nachrichten, Lifestyle und redaktionelle Inhalte, die von den Mitarbeitern der Zeitung produziert wurden, und war Teil des wachsenden Schwerpunkts der Zeitung auf plattformübergreifende Inhalte unter Manchester. Am 20. Februar 2014 wurde U-T TV aus dem Kabelnetz genommen, da Time Warner Cable den Sender nicht übernehmen wollte. Die verbleibenden Mitarbeiter des Senders wurden übernommen, um Videoinhalte für die digitalen Angebote der Zeitung zu produzieren.

### Tribune Publishing Ownership
Am 7. Mai 2015 wurde bekannt gegeben, dass die Tribune Publishing Company, Herausgeber der Los Angeles Times, der Chicago Tribune und anderer Zeitungen, eine Vereinbarung zur Übernahme der U-T San Diego und der dazugehörigen Grundstücke für 85 Millionen US-Dollar getroffen hat. Der Verkauf beendete die 146 Jahre währende private Eigentümerschaft der Zeitung. Die Transaktion wurde am 21. Mai 2015 abgeschlossen. Am selben Tag stellte die Zeitung ihr früheres Branding als The San Diego Union-Tribune wieder her.
Die Union-Tribune und die Los Angeles Times wurden Teil einer neuen operativen Einheit, der California News Group, wobei beide Zeitungen von Times-Verleger und Chief Executive Officer Austin Beutner geleitet werden. Berichten zufolge werden die beiden Zeitungen ihre getrennten Geschäftsbereiche beibehalten, aber es wird ein größeres Maß an Synergien und gemeinsamer Nutzung von Inhalten zwischen ihnen geben.
Die Übernahme umfasste nicht den Hauptsitz der Zeitung, der bei Manchester verbleibt und von der Zeitung angemietet werden soll.
Am 26. Mai 2015 kündigte die Zeitung an, 178 Mitarbeiter zu entlassen, was etwa dreißig Prozent der Gesamtbelegschaft entspricht, da sie ihren Druckbetrieb mit der Times in Los Angeles konsolidiert. 2016 erwarb die San Diego Union Tribune das monatliche Unterhaltungsmagazin Pacific San Diego. Am 13. Juni 2015 um 22:02 Uhr UTC−7 begann der Druck der letzten Auflage der San Diego Union Tribune am Hauptsitz in Mission Valley. Sie sollte die Sonntagsausgabe der Zeitung für den 14. Juni 2015 drucken. Die Zeitung für den folgenden Montag sollte am Standort der Los Angeles Times gedruckt werden. Mitte September 2015 wurde mit dem Abbau der Druckmaschinen in Mission Valley begonnen.

### Erwerb von Patrick Soon-Shiong
Im Februar 2018 wurde eine Vereinbarung über den Verkauf der Union-Tribune an Patrick Soon-Shiong getroffen. Das Geschäft umfasste auch die Los Angeles Times und mehrere Gemeindezeitungen. Der Verkauf wurde am 18. Juni 2018 abgeschlossen.

## Hauptsitz

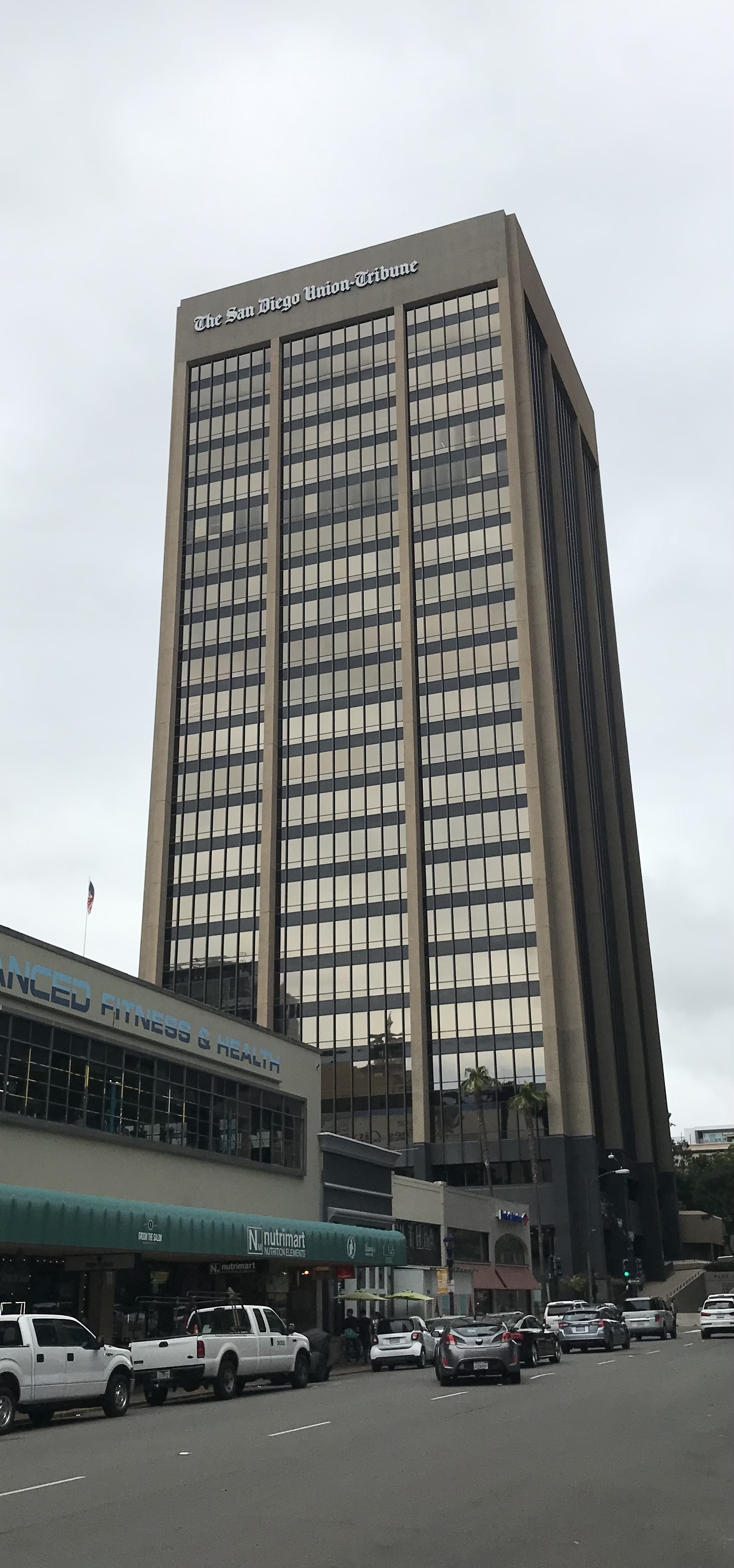
Gebäude der San Diego Union-Tribune

Die Zeitung befand sich ursprünglich in Old Town San Diego und wurde 1871 in die Innenstadt von San Diego verlegt. Im Jahr 1973 zog sie in einen eigens errichteten Büro- und Druckereikomplex aus Ziegeln und Stein im Mission Valley um.
Im Mai 2016 zog die Zeitung zurück in die Innenstadt, in Büros im 9. bis 12. Stock eines Hochhauses in der 600 B Street. Die Union-Tribune sollte der Namensmieter des Gebäudes werden und Bridgepoint Education und davor Comerica ablösen.

## Auszeichnungen
Die Zeitung wurde insgesamt vier Mal mit dem Pulitzer-Preis ausgezeichnet:
- 1979 zur Eilberichterstattung über den Zusammenstoß von Pacific-Southwest-Airlines-Flug 182 mit einem Kleinflugzeug über San Diego[22]
- 1987 für den Leitartikel von Jonathan Freedman, Redakteur der San Diego Evening Tribune, in denen er auf die Verabschiedung des ersten großen Einwanderungsreformgesetzes seit 34 Jahren drängte[23]
- 2006 zur nationale Berichterstattung der San Diego Union-Tribune und der Copley News Service unter Mitarbeit von Marcus Stern und Jerry Kammer für ihre Enthüllungen über Bestechungsgelder, die den ehemaligen Abgeordneten Randy Cunningham „in Schande“ ins Gefängnis brachten.[24] Für diese Berichte erhielten sie auch den George Polk Award.[25]
- 2009 erhielt die Karikatur von Steve Breen „für seinen geschickten Einsatz eines klassischen Stils, um weitreichende Cartoons zu produzieren, die die Leser mit Kraft, Klarheit und Humor ansprechen“ die Auszeichnung.

## Kritik

### Copleys und Platinum Equity
Unter Copleys hatte die Zeitung eine zuverlässig konservative redaktionelle Position, die fast ausschließlich Republikaner für Wahlämter unterstützte und sich manchmal weigerte, demokratische Kandidaten zu interviewen oder über sie zu berichten.
Unter Platinum Equity bewegte sich die redaktionelle Position der Zeitung „mehr in die Mitte“ und präsentierte mehrere Standpunkte.

### Manchester und Lynch
Als Manchester und sein Geschäftspartner John Lynch 2011 die Eigentümerschaft übernahmen, sprachen sie offen über ihren Wunsch, die Zeitung zu nutzen, um „ihre Agenda für die Entwicklung der Innenstadt und politisch konservative Anliegen zu fördern“, wobei Lynch im Radiosender KPBS erklärte, dass er und Manchester „Cheerleader für alles sein wollten, was in San Diego gut ist“. Lynch erläuterte diese Position 2012 mit den Worten: „Wir entschuldigen uns nicht. Wir tun das, was eine Zeitung tun sollte, nämlich Positionen beziehen. Wir sind sehr konsequent – pro-konservativ, pro-Wirtschaft, pro-Militär – und wir versuchen, eine Zeitung zu machen, die die Menschen für diese Stadt und ihre Zukunft begeistert.“
Diese offene Förderung bestimmter Standpunkte führte zu Kritik von Journalismusprofessoren und anderen Zeitungsherausgebern, die befürchteten, dass negative Nachrichten über Themen wie das Militär und die Wirtschaft nicht abgedeckt werden könnten. Dean Nelson, Leiter des Journalismusprogramms an der Point Loma Nazarene University, argumentierte: „Wenn Sie sagen, dass wir die Cheerleader des Militärs sein werden, warum sollten Sie dann über diesen Kerl berichten, der Bestechungsgelder annimmt? […] Wo ist da das Cheerleading?“, eine Anspielung auf die mit dem Pulitzer-Preis ausgezeichnete Berichterstattung der Union-Tribune über den Bestechungsskandal um Cunningham. Ein Autor der New York Times fügte hinzu: „Es wächst die Sorge, dass der sinkende Wert und die scheiternden Geschäftsmodelle vieler amerikanischer Zeitungen zu einer Situation führen könnten, in der Geldinteressen Zeitungen kaufen und sie zur Verfolgung einer politischen und kommerziellen Agenda nutzen. Diese Zukunft scheint in San Diego angekommen zu sein.“
Lynch sagte: „Wir respektieren die journalistische Integrität unserer Zeitung voll und ganz, und es gibt eine klare Trennlinie zwischen unseren Leitartikeln und unseren Nachrichten. Unser Herausgeber, Jeff Light, hat das Sagen.“ Im November 2011 forderte Lynch jedoch den Sportredakteur auf, sich auf den Sportseiten für ein neues Fußballstadion einzusetzen; als sich ein langjähriger Sportredakteur skeptisch über diese Idee äußerte, wurde er gekündigt.

### Sanierung des Stadtzentrums
Im Januar 2012, zwei Monate nachdem Manchester die U-T gekauft hatte, brachte die Zeitung auf der Titelseite einen Vorschlag für die Sanierung der Innenstadt, welche ein Football-Stadiums und eine Erweiterung des San Diego Convention Centers vorsah. Beide Grundstücke liegen in der Nähe von Hotels, die Manchester besitzt.
Im September 2012 erhielt die investigative Reporterin Brooke Williams Artikel, in denen behauptet wurde, Lynch habe Hafenkommissar Scott Peters, der für den Kongress kandidierte, „mit einer Zeitungskampagne zur Zerschlagung des Unified Port of San Diego“ gedroht. In den E-Mails, die Williams erhalten hat, wird Lynch mit der Aussage zitiert, dass die Unabhängigkeit des Hafens in der redaktionellen Berichterstattung in Frage gestellt werden würde, wenn die Dole Food Company einen langfristigen Vertrag erhält. Williams sagte, dies zeige, „wie weit die neuen Eigentümer der Zeitung gehen würden, um ihre Vision eines Fußballstadions am Tenth Avenue Marine Terminal durchzusetzen“.

### Vermerke und Umfragen
Während der Bürgermeisterwahl 2012 spendeten die Eigentümer der U-T für die Kampagne des republikanischen Stadtratsmitglieds Carl DeMaio und die Zeitung veröffentlichte mehrere prominente Leitartikel zugunsten von DeMaio. Diese Befürwortungen wurden im vorderen Teil der Zeitung auf einer separaten Seite abgedruckt, „als ob sie noch wichtiger wären“ als die Titelseite.
Im Oktober 2012 führte die U-T eine Umfrage durch, in der die Befragten gebeten wurden, bei der im November stattfindenden Bürgermeisterwahl zwischen DeMaio und dem demokratischen Kongressabgeordneten Bob Filner zu wählen. Ein konkurrierender Nachrichtensender merkte an, dass „Angestellte einer Zeitung, eines Fernseh- oder Radiosenders, eines Marketing- oder Meinungsforschungsunternehmens oder der Stadt San Diego – oder die mit jemandem zusammenleben, der in einem dieser Bereiche beschäftigt ist“ von den Umfrageergebnissen ausgeschlossen wurden, die zeigten, dass der Republikaner mit 46 Prozent zu 36 Prozent vor dem Demokraten lag. Die Reporterin Kelly Davis von SDCityBeat.com schrieb: „Der gesunde Menschenverstand diktiert, dass diese Stimmen [von Stadtangestellten oder denjenigen, die mit ihnen zusammenleben] zu Gunsten von Filner ausfallen würden, da DeMaio seit langem eine Fehde mit den Gewerkschaften der Stadtangestellten führt.“ Der Redakteur der U-T, Michael Smolens, erwiderte jedoch, dass „die städtischen Angestellten ausgeschlossen wurden, um politische Verwicklungen“ in anderen Teilen des Stimmzettels sowie im Rennen um den Bürgermeister zu vermeiden. Trotz der Bemühungen der Zeitung verlor DeMaio gegen Filner.
Lynch übergab das Tagesgeschäft im Februar 2014 an eine andere Führungskraft und Herausgeber Light wurde im Januar 2015 Präsident des Unternehmens. 2016 wurde Light zum Verleger ernannt.